# Không gian bốn chiều

Hình động về chuyển động luân chuyển cơ bản của khối lập phương bốn chiều, được gọi là một tesseract. Các tesseract được xoay trong bốn chiều, sau đó được chuyển thành ba chiều, và được chiếu trên màn hình hai chiều.

Không gian bốn chiều hay không gian 4D là một phần mở rộng toán học của khái niệm không gian ba chiều. Không gian ba chiều là sự tổng quát đơn giản nhất có thể của quan sát rằng chỉ cần ba số, gọi là kích thước, để mô tả kích thước hoặc vị trí của các vật trong thế giới hàng ngày. Ví dụ, khối lượng của một hình hộp chữ nhật được tìm bằng cách đo và nhân chiều dài, chiều rộng và chiều cao của nó (x, y, và z).
Ý tưởng thêm một chiều thứ tư bắt đầu với Joseph Louis Lagrange vào giữa những năm 1700 và đạt được kết quả chính xác của khái niệm này vào năm 1854 bởi Bernhard Riemann. Năm 1880, Charles Howard Hinton phổ biến những hiểu biết sâu sắc này trong một bài luận có tiêu đề Chiều không gian thứ tư là gì? (What is the Fourth Dimension?), nó giải thích khái niệm về một khối lập phương bốn chiều với sự tổng quát từng bước về tính chất của các đường nét, hình vuông và hình khối. Hình thức đơn giản nhất của phương pháp của Hinton là vẽ hai khối bình thường cách nhau bởi một khoảng cách "không nhìn thấy", và sau đó vẽ đường giữa các đỉnh tương đương của chúng. Điều này có thể được nhìn thấy trong hình ảnh đi kèm, bất cứ khi nào nó cho thấy một khối bên trong nhỏ hơn bên trong một khối lập phương lớn hơn. Tám đường kết nối các đỉnh của hai khối trong trường hợp đó đại diện cho một hướng duy nhất trong không gian "thứ tư" không nhìn thấy.
Không gian đa chiều đã trở thành một trong những cơ sở để thể hiện chính xác về toán học và vật lý. Phần lớn các chủ đề này không thể tồn tại trong các hình thức hiện tại mà không sử dụng các không gian như vậy. Khái niệm không–thời gian của Albert Einstein sử dụng không gian 4D như vậy, mặc dù nó có cấu trúc Minkowski hơi phức tạp hơn không gian Euclid 4D.

## Lịch sử
Lagrange đã viết trong cuốn Mécanique analytique của mình (xuất bản năm 1788, dựa trên công trình được thực hiện vào khoảng năm 1755) rằng cơ học có thể được xem như hoạt động trong không gian bốn chiều—ba chiều không gian và một chiều thời gian. Vào năm 1827, Möbius nhận ra rằng chiều thứ tư sẽ cho phép một hình thức ba chiều xoay trên hình ảnh phản chiếu của nó,:141 và đến năm 1853, Ludwig Schläfli đã phát hiện ra nhiều polytope ở các chiều cao hơn, mặc dù công trình của Schlafli mãi mới được xuất bản sau cái chết của ông.:142–143 Các không gian chiều cao hơn sớm được đặt chỗ vững chắc bởi luận án năm 1854 của Bernhard Riemann, Über die Hypothesen Welche der Geometrie zu Grunde liegen, trong đó ông coi một "điểm" là bất kỳ chuỗi tọa độ nào (x1, ..., xn). Do đó, khả năng của hình học với các chiều cao hơn, bao gồm cả bốn chiều, được hình thành.
Một hình thức số học của bốn chiều được gọi là quaternion được William Rowan Hamilton xác định vào năm 1843. Đại số kết hợp này là nguồn gốc của khoa học phân tích vectơ trong ba chiều như được kể lại trong Lịch sử phân tích vectơ (A History of Vector Analysis). Ngay sau khi tessarine và coquaternion được giới thiệu dưới dạng các đại số bốn chiều khác trên R.
Một trong những người đầu tiên khai thác chiều thứ tư là Charles Howard Hinton, bắt đầu từ năm 1880 với bài luận của ông Chiều không gian thứ tư là gì? (What is the Fourth Dimension?); được xuất bản trên tạp chí Đại học Dublin. Ông đã đặt ra các thuật ngữ tesseract, ana và kata trong cuốn sách A New Era of Thought, và giới thiệu một phương pháp để hình dung chiều thứ tư bằng cách sử dụng các hình khối trong cuốn sách Fourth Dimension.
Ý tưởng của Hinton đã truyền cảm hứng cho một câu chuyện tưởng tượng về "nhà thờ có chiều không gian thứ tư" ("Church of the Fourth Dimension") được Martin Gardner giới thiệu trong chuyên mục "Trò chơi toán học" tháng 1 năm 1962 trên tạp chí Scientific American. Năm 1886, Victor Schlegel đã mô tả phương pháp hình dung các vật thể bốn chiều của mình bằng sơ đồ Schlegel.